# Eternos Namorados
Eternos Namorados é o décimo primeiro álbum de estúdio do conjunto musical brasileiro Calypso, lançado em 1 de novembro de 2012 pela Radar Records. O projeto gerou como singles "Quem Ama Não Deixa de Amar", com a participação do cantor Amado Batista, "Me Beija Agora" e "The End". Além disso, "Perdiste El Trono", versão em espanhol da música "Perdeu o Trono", do Volume 8 (2005), ganhou um videoclipe. Eternos Namorados foi recebido com avaliações medianas pela crítica especializada, que reconheceu a evolução vocal de Joelma, afirmando que a voz da cantora "está melhor do que nunca".

## Faixas
Todas as faixas produzidas por Chimbinha
| N.º            | Título                                             | Compositor(es)                                                        | Duração |  |
| 1.             | "The End"                                          | Beto Caju Marquinhos Maraial                                          | 3:23    |  |
| 2.             | "Eternos Namorados"                                | Beto Caju Marquinhos Maraial                                          | 3:16    |  |
| 3.             | "Paixão Letal"                                     | Sivaldo Dias Marquinhos Maraial                                       | 3:25    |  |
| 4.             | "Me Beija Agora"                                   | Beto Caju Marquinhos Maraial Michael Sullivan                         | 3:06    |  |
| 5.             | "O Que é Que Adianta?"                             | Anselmo Ralph                                                         | 3:27    |  |
| 6.             | "Quem Ama Não Deixa de Amar" (part. Amado Batista) | Beto Caju Marquinhos Maraial                                          | 3:15    |  |
| 7.             | "O Cego"                                           | Tonny Brasil                                                          | 2:40    |  |
| 8.             | "Última Mensagem"                                  | Elias Muniz                                                           | 3:14    |  |
| 9.             | "Dê Seu Jeito"                                     | Léo Gomes Abimael Gomes                                               | 3:28    |  |
| 10.            | "Rosa Branca"                                      | Beto Caju Marquinhos Maraial Flávio Bento                             | 4:01    |  |
| 11.            | "Perdiste El Trono (Perdeu o Trono)"               | Steno Alencar Javer Figueredo (versão: Edu Luppa Marquinhos Maraial ) | 4:01    |  |
| 12.            | "O Poder de Deus"                                  | Joelma Mendes                                                         | 4:27    |  |
| Duração total: | Duração total:                                     | Duração total:                                                        | 41:45   |  |